# Smanettamento
Lo smanettamento, nell'ambito dei videogiochi, è un sistema di controllo che consiste nell'azionare velocemente e ripetutamente i comandi in modo alternato, agitando a destra e sinistra la leva del joystick oppure premendo in sequenza due tasti o pulsanti. Più il giocatore si sforza di alternare rapidamente i movimenti con le mani, più ottiene un effetto positivo nel videogioco. Il metodo fu ideato in particolare per simulare lo sforzo fisico di un atleta in certi videogiochi sportivi, ad esempio per determinare le prestazioni del proprio personaggio nella corsa o nel sollevamento di pesi.
Lo smanettamento può risultare fisicamente stancante per il giocatore dopo pochi minuti.
La sollecitazione a lungo andare può anche essere dannosa per il joystick; ai tempi in cui i joystick erano la periferica di controllo tipica per i sistemi domestici, questo stile di gioco ne rovinò parecchi.
La tecnica fu resa celebre nel 1983 con l'uscita dei videogiochi sportivi multievento Track & Field (o Hyper Olympic) della Konami in ambito arcade e Decathlon della Activision in ambito domestico.
Non sono i primi titoli ad aver incluso lo smanettamento nelle meccaniche di gioco, essendo stati preceduti almeno da Olympic Decathlon di Microsoft nel 1980. Quest'ultimo è meno conosciuto degli altri due, ma introdusse prima sia lo smanettamento, sia il gioco multievento a tema olimpionico.
Soprattutto Track & Field ebbe grande successo e diffusione, e viene spesso considerato il capostipite del genere dei giochi basati sullo smanettamento.
Il gioco arcade originale è dotato di due pulsanti da smanettare per far correre il proprio atleta e un terzo pulsante di uso tradizionale per effettuare salti e lanci. Si ricordano fatti caratteristici sullo smanettamento di Track & Field, come ragazzi che in sala giochi sputavano sui due pulsanti per ridurre l'attrito, o tecniche basate sullo scorrere delle nocche tra i due pulsanti. Il gioco ebbe conversioni e seguiti per molte piattaforme; la conversione per Atari 2600 fu fornita di un proprio modello di controller dedicato, con tre grossi pulsanti come l'arcade.
Altri titoli importanti del genere furono Daley Thompson's Decathlon della Ocean, Hyper Sports della Konami (seguito di Track & Field), Hes Games della HesWare e Summer Games della Epyx, tutti del 1984. Summer Games si incentrò meno sullo smanettamento e più su altri metodi di controllo, strategici e variati per ogni evento. Diede anche inizio alla prolifica serie dei Games della Epyx.
Lo smanettamento compare anche in giochi non appartenenti al genere sportivo. Uno dei primi è  Combat School (1987) sempre della Konami, dove si smanetta per simulare gli sforzi fisici dell'addestramento militare.
Il metodo di controllo è andato molto scemando con il passare del tempo e il progredire dei videogiochi, fino quasi a scomparire. Dopo la serie della Epyx, terminata a fine anni '80, il genere sportivo con smanettamento ha avuto ben poco rilievo, sebbene ci siano stati seguiti di Track & Field anche nell'epoca della PlayStation. Lo smanettamento può comparire saltuariamente anche in titoli moderni, come aspetto secondario in particolari situazioni di gioco, ad esempio in Resident Evil 6 per liberarsi dalla presa dei nemici.